# マサクレ
マサクレ（Masakre、1955年5月13日 - 2012年4月12日）は、メキシコのプロレスラー（覆面レスラー）。メキシコシティ出身。

## 来歴
根っからのルチャリブレが好きでジムに通う資金をためるためにガソリンスタンドで働き、のちにアレナ・メヒコのラファエル・サラマンサのジムでトレーニングを積む。
1983年5月1日にマサクレのリングネームでデビュー、同年に宇宙人をモチーフにしたMS2となりMS1とコンビを組み、1984年に年デビュー当時のリングネームになる。
1987年3月26日にはシエン・カラス、マスカラ・アニョ・ドスミル組を破りメキシコナショナルタッグ王座を奪取。またMS1、エル・サタニコと共に「ロス・インフェルナレス」として活躍するも後にMS1と決別した。
1991年からはハケ・マテ、ピエロー・ジュニアと共に「ロス・イントカブレス」を結成した。1992年3月22日にはピラタ・モルガン、エル・サタニコ、MS1を破りCMLL世界トリオ王座を奪取。9月20日には同トリオに防衛失敗。
1994年からはAAAにてドラキュラというリングネームなり、1995年からは全身雪男のイエティの姿で登場、またココ・ロサのリングネームの時代もあった。
1990年後半はセミリタイヤになりトレーナーやプロモーターをしていた、2001年に引退。
2012年4月12日に死去。

## 得意技
ゴリースペシャル
セントーン

## 獲得タイトル
メキシコ連邦区ボクシング・レスリング協会
メキシコナショナルタッグ王座（w / MS1）
CMLL
CMLL世界トリオ王座（w / ハケ・マテ、ピエロー・ジュニア）